# Дроздов, Олег Алексеевич
Олег Алексеевич Дроздов (18 октября 1909 ― 2001) ― советский учёный, географ, климатолог, доктор географических наук, профессор, заведующий кафедрой климатологии на географическом факультете Ленинградского государственного университета (1954—1989 гг.).

## Биография
Олег Алексеевич Дроздов родился 18 октября 1909 году в городе Бухаресте в семье музыкантов. Юношеские годы провёл в городе Казани. 
В 1930 году завершил обучение в Казанском университете. После окончания учебного заведения стал работать в учреждениях гидрометеорологической службы СССР, трудился в Казани и Ленинграде. В Ленинграде он возглавил кафедру климатологии на географическом факультете Ленинградского государственного университета. Руководил кафедрой с 1954 по 1989 годы. С 1989 года он перешёл на работу профессором. Совмещал педагогическую работу в университете и трудовую деятельность в Главной геофизической обсерватории имени А.И. Воейкова, а позже в отделе изменения климата Государственного гидрологического института.
Является автором более 300 научных трудов по климатологии, географии, гляциометеорологии, философским проблемам естествознания. Автор 12 монографий и учебников. Энциклопедист в области географии, гидрометеорологии. На протяжении нескольких лет работал руководителем экспедиционных наблюдений на ледниках Центральной Азии, является основоположником современной методики исследований в гляцио-метеорологии. При его участи была образована научная школа в области взаимодействия естественных и антропогенных факторов изменения климата. За свои труды был удостоен государственной премии СССР. 35 его учеников стали кандидатами наук, среди них 7 защитили диссертацию на соискание степени доктора наук. 
Его имя занесено в Книгу Почета Федеральной службы России по гидрометеорологии и мониторингу окружающей среды.
Умер в 2001 году.

## Научная деятельность
Труды, монографии:
- Дроздов О.А. О свойствах интегрально-разностных кривых // Труды Государственной геофизической обсерватории. Выпуск 162. Ленинград, 1954.
- Дроздов О.А. Основы климатологической обработки метеорологических наблюдений. Ленинград, 1956.
- Дроздов О.А. (в соавторстве) Влагооборот в атмосфере. Ленинград, 1963.
- Дроздов О.А. Об изменении осадков Северного полушария при изменении температур полярного бассейна // Труды Государственной геофизической обсерватории. Выпуск 198. Ленинград, 1966.
- Дроздов О.А. Колебание уровня озер, как индикатор климата // Труды Государственной геофизической обсерватории. Выпуск 211. Ленинград, 1967.
- Дроздов О.А. (в соавторстве) Крупнейшие ледники Средней Азии — Федченко и Зеравшанский. Ленинград, 1967.
- Дроздов О.А. Интенсивность таяния снега, фирна и льда в горах в зависимости от температуры и солнечной радиации // Труды Государственной геофизической обсерватории. Выпуск 263. Ленинград, 1970.
- Дроздов О.А. Многолетние циклические колебания атмосферных осадков на территории СССР. Ленинград, 1971.
- Дроздов О.А. На философском семинаре географии географического факультета // Вестник Ленинградского университета. 1975. № 24.
- Дроздов О.А. Засухи и динамика увлажнения. Ленинград, 1980.
- Дроздов О.А. (в соавторстве) Антропогенные изменения глобального климата // Метеорология и климатология. 1981. № 8.
- Дроздов О.А. Формирование увлажнения суши при колебаниях климата // Метеорология и гидрология. 1981. № 4.
- Дроздов О.А. (в соавторстве) Климатология. Ленинград, 1989.
- Дроздов О.А. Влияние газового и аэрозольного состава атмосферы на температуру Северного полушария // География и современность. Выпуск 5. Ленинград, 1990.
- Дроздов О.А. О надежности использования прошлого для прогнозов водного режима на будущее // Водные ресурсы. 1992. № 4.
- Дроздов О.А. Изменение ледовитости полярных морей // Вестник Санкт-Петербургского университета. 1992. Выпуск 3.

## Награды
Заслуги отмечены наградами:
- Орден Отечественной войны II степени
- Орден Трудового Красного Знамени.
- два ордена Знак Почёта
- Государственная премия СССР (1981)
- другие медали.